# Arina Kobayashi
Arina Kobayashi (小林 愛理奈, Kobayashi Arina; 2 de noviembre de 2000) es una peleadora de kickboxer Japónesa. Es la ex campeona de peso mínimo de RISE.

## Campeonatos y logros
Kobayashi enfrentó a Kira Matsutani en RISE GIRLS POWER 2 el 11 de febrero de 2020. Terminó en empate la pelea por decisión dividida.
El 17 de abril de 2021, Kobayashi enfrentó a Koto Hiraoka en RISE 148. Ganó la pelea por decisión mayoritaria.
En RISE 158, llevado a cabo el 29 de mayo de 2022, Kobayashi desafió a Koyuki Miyazaki por el título de RISE de peso átomo. Perdió la pelea por decisión unánime.
En RISE 173, llevado a cabo el 18 de noviembre de 2023, Kobayashi desafió a erika por el título de RISE de peso mínimo. Ganó la pelea por nocaut técnico en el segundo asalto.
En RISE 184, llevado a cabo el 15 de diciembre de 2024, Kobayashi desafió a Tessa de Kom por el título de RISE de peso mosca. Perdió la pelea por decisión unánime.

### Kickboxing
Professional
- RISE
  - Campeonato de peso mínimo de RISE

## Récord en Kickboxing
| Récord en Kickboxing                       | Récord en Kickboxing | Récord en Kickboxing | Récord en Kickboxing                                     | Récord en Kickboxing | Récord en Kickboxing     | Récord en Kickboxing | Récord en Kickboxing |
| ------------------------------------------ | -------------------- | -------------------- | -------------------------------------------------------- | -------------------- | ------------------------ | -------------------- | -------------------- |
| 13 Victorias, 5 Derrotas, 1 Empate         |                      |                      |                                                          |                      |                          |                      |                      |
| Fecha                                      | Resultado            | Oponente             | Evento                                                   | Localización         | Método                   | Ronda                | Tiempo               |
| 2025-05-11                                 | Derrota              | Mei Miyamoto         | RISE Fire Ball                                           | Nagoya, Japón        | Ext.R Decisión (Unánime) | 6                    | 3:00                 |
| 2024-12-15                                 | Derrota              | Tessa de Kom         | RISE 184                                                 | Tokio, Japón         | Decisión (Unánime)       | 5                    | 3:00                 |
| 2024-10-20                                 | Victoria             | Bo-Kyeong Byun       | RISE 182                                                 | Tokio, Japón         | Decisión (Unánime)       | 3                    | 3:00                 |
| 2024-05-19                                 | Victoria             | Manazo Kobayashi     | RISE 178                                                 | Tokio, Japón         | Decisión (Unánime)       | 3                    | 3:00                 |
| 2024-01-14                                 | Victoria             | Wang Chin Long       | RISE 175                                                 | Tokio, Japón         | TKO (Body punches)       | 2                    | 1:32                 |
| 2023-11-18                                 | Victoria             | erika                | RISE 173                                                 | Tokio, Japón         | TKO (Punches)            | 2                    | 0:11                 |
| Ganó el Campeonato de peso mínimo de RISE. |                      |                      |                                                          |                      |                          |                      |                      |
| 2023-08-18                                 | Victoria             | Mai Hanada           | RISE 171                                                 | Tokio, Japón         | Decisión (Unánime)       | 3                    | 3:00                 |
| 2023-02-23                                 | Victoria             | MISAKI               | RISE 166: RISE 20th Memorial event                       | Tokio, Japón         | Decisión (Unánime)       | 3                    | 3:00                 |
| 2022-12-10                                 | Victoria             | Koto Hiraoka         | RISE 163                                                 | Tokio, Japón         | Decisión (Unánime)       | 3                    | 3:00                 |
| 2022-11-02                                 | Victoria             | Wakana Miyazaki      | RISE EVOL 11                                             | Tokio, Japón         | Decisión (Unánime)       | 3                    | 3:00                 |
| 2022-05-29                                 | Derrota              | Koyuki Miyazaki      | RISE 158                                                 | Tokio, Japón         | Decisión (Unánime)       | 5                    | 3:00                 |
| 2022-01-23                                 | Victoria             | Shoko                | RISE 154                                                 | Tokio, Japón         | TKO (Three knockdowns)   | 2                    | 2:57                 |
| 2021-07-18                                 | Victoria             | Momoka               | RISE World Series 2021 Osaka                             | Osaka, Japón         | Decisión (Unánime)       | 3                    | 3:00                 |
| 2021-04-17                                 | Victoria             | Koto Hiraoka         | RISE 148                                                 | Tokio, Japón         | Decisión (Mayoritaria)   | 3                    | 3:00                 |
| 2021-01-17                                 | Derrota              | Koyuki Miyazaki      | RISE Girls Power 4, Next Challenger Tournament Final     | Tokio, Japón         | Decisión (Unánime)       | 3                    | 3:00                 |
| 2021-01-17                                 | Victoria             | Nana Okuwaki         | RISE Girls Power 4, Next Challenger Tournament Semifinal | Tokio, Japón         | TKO (Three knockdowns)   | 3                    | 2:20                 |
| 2020-10-11                                 | Derrota              | Koyuki Miyazaki      | RISE DEAD OR ALIVE2020 Yokohama                          | Tokio, Japón         | Decisión (Unánime)       | 3                    | 3:00                 |
| 2020-08-23                                 | Victoria             | Reina Sato           | RISE 141                                                 | Tokio, Japón         | Decisión (Unánime)       | 3                    | 3:00                 |
| 2020-02-11                                 | Empate               | Kira Matsutani       | RISE Girls Power 2                                       | Tokio, Japón         | Decisión (Dividida)      | 3                    | 3:00                 |